# Pío Baroja

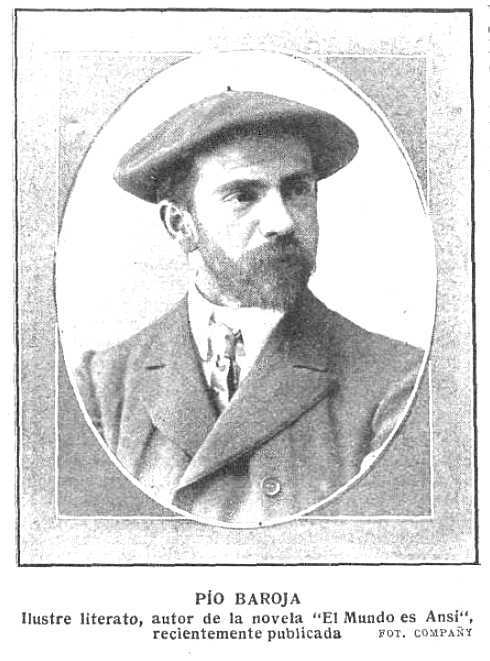
Pío Baroja y Nessi

Pío Baroja y Nessi (28. prosince 1872, San Sebastián – 30. října 1956, Madrid) byl španělský romanopisec.

## Život
Pío Baroja byl původem Bask. Vystudoval medicínu, ale lékařskou praxi prakticky neprovozoval, protože se rozhodl plně věnovat literatuře. Rád cestoval, ale veřejně činný nebyl (jeho baskický původ ho zřejmě stavěl do opozice jak proti monarchii, tak i proti republice). Období španělské občanské války strávil v Paříži, po Frankově vítězství se sice do Španělska vrátil, k režimu ale zaujal postoj nevrlé lhostejnosti a do konce svého života žil prakticky v ústraní.
Pío Baroju je možno pro jeho umělecké a ideové postoje zařadit (přestože to sám osobně odmítal) do tzv. „Generace 1898“, jejíž členové (např. Jacinto Benavente) si byli vědomi úpadkového stavu Španělska zejména po porážce v americko-španělské válce v roce 1898. Jeho myšlenkový svět je plný agnosticismu, anarchismu, individualismu, pesimismu a skepse hraničící někdy až s nihilismem.
Barovo dílo je velmi rozsáhlé (sebrané spisy čítají devadesát osm svazků), žánrově velmi pestré (romány, novely, povídky, eseje, články, životopisy a paměti) a tematicky se zabývající jak současnými problémy, tak i španělskými dějinami. Své romány Baroja zpravidla řadil do většinou volně spojených trilogií, ve své tvorbě opomíjel obvyklé kompoziční principy, záměrně narušoval pevnou formální stavbu a uvolňoval dějovou linii. Z hlediska literárního jazyka pak Baroja patří k největším mistrům moderní španělské prózy.

## Dílo

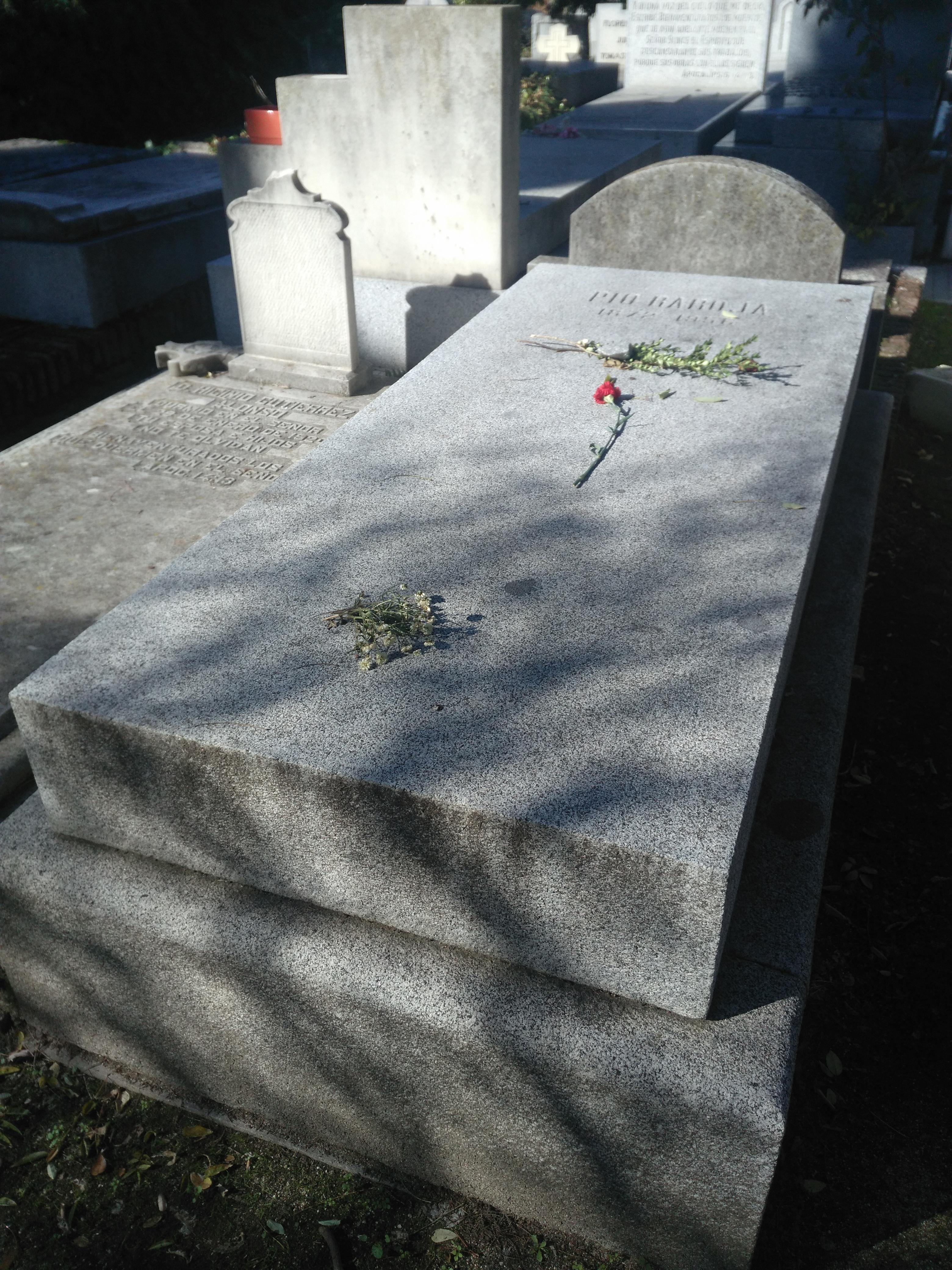
Spisovatelův hrob v Madridu

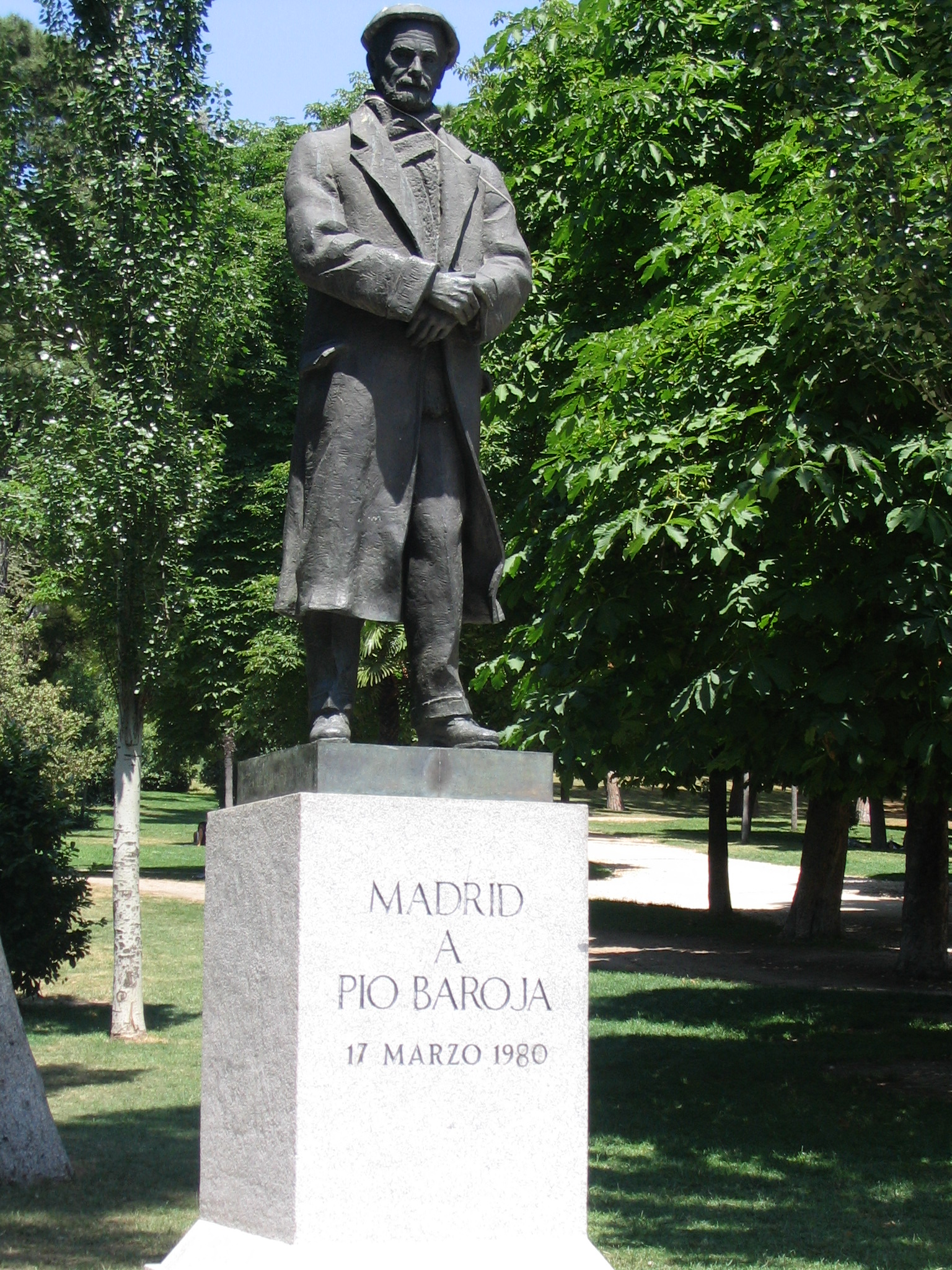
Spisovatelův pomník v Madridu

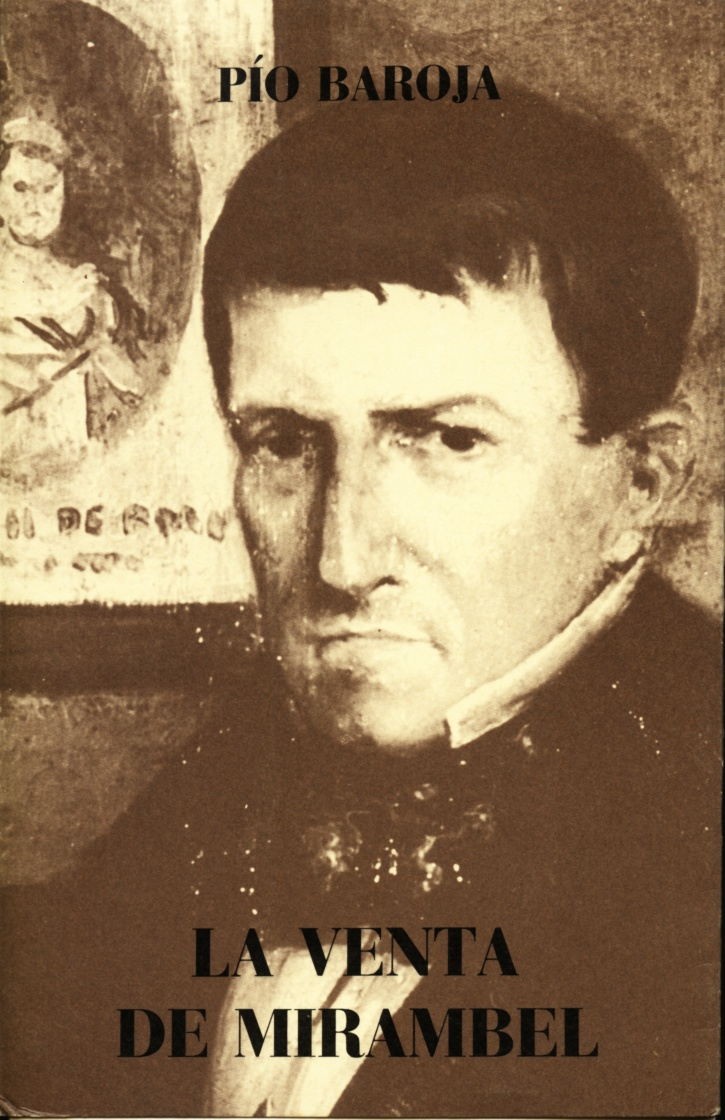
La venta de Mirambel, vydání z roku 1930

### Trilogie a tetralogie
Barojovy trilogie (a dvě tetralogie) čerpají náměty především ze španělské současnosti.
- Tierra vasca (Baskická krajina), původně románová trilogie, rozšířená později na tetralogii:
  - La casa de Aitzgorri (1900, Dům Aizgorriových ),
  - El mayorazgo de Labraz (1903, Dědičný pán z Labrazu),
  - Zalacaín el aventurero (1909, Dobrodruh Zalacaín).
  - La leyenda de Jaun de Alzate (1922, Legena o Juanovi de Alzate)
- La vida fantástica (Fantastický život), románová trilogie:
  - Adventuras, inventos y mixtificaciones de Silvestre Paradox  (1901, Dobrodružství, vynálezy a mystifikace Silvera Paradoxe),
  - Camino de perfección (1902, Cesta k dokonalosti),
  - Paradox, rey (1906, Paradox králem).
- La lucha por la vida (Boj o život), románová trilogie s tematikou madridského podsvětí, líčící deklasované společenské živly nejrůznějších úrovní, od periférie až po společenský salón lidi, kteří se vyžívají v anarchistických snech a iluzích. Je to společnost vzdáleně předznamenávající pozdější bratrovražedný konflikt ve Španělsku.
  - La busca (1904, Lačnost),
  - Mala hierba (1904, Verbež),
  - Aurora Roja (1905, Rudá jitřenka).
- El pasado (Minulost), románová trilogie:
  - La feria de los discretos (1905, Jarmark chytrých),
  - Los últimos románticos (1906, Poslední romantikové),
  - Las tragedias grotescas (1907, Groteskní tragédie),
- La raza (Plémě), románová trilogie:
  - La dama errante (1908, Bludná dáma),
  - La ciudad de la niebla (1909, Město mlhy),
  - El árbol de la ciencia (1911, Strom poznání).
- Las ciudades (Města), románová trilogie:
  - César o nada (1910, César nebo nic),
  - El mundo es ansí (1912, Takový je svět),
  - La sensualidad pervertida) (1920, Zvrácená smyslovost).
- El mar (Moře), románová tetralogie:
  - Las inquietudes de Shanti Andía (1911, Dobrodružný život Shantiho Andíi)
  - El laberinto de las sirenas (1923, Bludiště sirén),
  - Los pilotos de altura (1929, Vznešení kormidelníci),
  - La estrella del capitán Chimista (1930, Hvězda kapitána Chimisty).
- Las agonias de nuestro tiempo (Agonie naší doby), románová trilogie:
  - El gran torbellino del mundo (1926, Veliká smršť světa),
  - Las veleidades de la fortuna (1927, Vrtakvý osud)
  - Los amores tardíos (1927, Pozdní milkování).
- La selva oscura (Tmavý les), románová trilogie:
  - La familia de Errotacho (1932, Errotachova rodina),
  - El cabo de las tormentas (1932, Mys bouří)
  - Los visionarios (1932, Vizionáři).
- La juventud perdida (Ztracené mládí), románová trilogie:
  - Las noches del Buen Retiro (1934, Noci v Buen Retiro),
  - El cura de Monleón (1936, Monleónský farář),
  - Locuras de carnaval (1937, Pošetilosti karnevalu).

### Paměti muže činu
Memorias de un hombre de acción (1913–1935, Paměti muže činu), je románový cyklus čítající dvacet dva svazků. Dílo se zabývá historii Španělska, zvláště v 19. století, a jeho ústřední postavou je Bajorův vlastní předek. Jednotlivé díly mají ve španělštině tyto názvy:
- El aprendiz de conspirador,
- El escuadrón del Brigante,
- Los caminos del mundo,
- Con la pluma y con el sable,
- Los recursos de la astucia,
- La ruta del aventurero,
- Los contrastes de la vida,
- La veleta de Gastizar,
- Los caudillos de 1830,
- La Isabelina,
- El sabor de la venganza,
- Las furias,
- El amor, el dandismo y la intriga,
- Las figuras de cera,
- La nave de los locos,
- Las mascaradas sangrientas,
- Humano enigma,
- La senda dolorosa,
- Los confidentes audaces,
- La venta de Mirambel,
- Crónica escandalosa,
- Desde el principio hasta el fin.

### Další díla
- El tabladdo de Arlequín (1903, Harlekýnovo jeviště), eseje,
- Juventud, egolatria (1917, Mládí – sebezbožňování), eseje,
- Divagaciones apasionadas (1924, Vášnivé blábolení), eseje,
- Susana (1938), román,
- El caballero de Erlaiz (1943, Rytiž z Erlaizu), román,
- Memorias (1944–1955, Paměti), osmisvazkové paměti,
- El Hotel del Cisne (1946, Hotel U labutě), román,
- El cantor vagabundo (1950, Potulný zpěvák), román.

## Česká vydání
- Dědičný pán Labrazský, Jan Otto, Praha 1906, přeložil A. Pikhart,
- Martin Zalacaín, dobrodruh, 1936, přeložil Zdeněk Šmíd,
- Boj o život, Odeon, Praha 1970, trilogie, přeložila Olga Rychlíková,
- Sedm záhad, Svoboda, Praha 1977, přeložil Zdeněk Šmíd, jde o román Dobrodružný život Shantiho Andíi.